# Camillo Siciliano di Rende

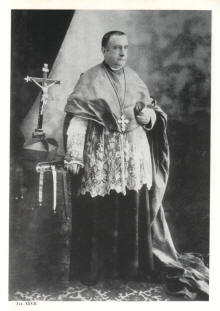
Kardinal Camillo Siciliano di Rende

Camillo Siciliano di Rende (* 8. Juni 1847 in Neapel; † 16. Mai 1897 im Kloster Montecassino) war ein italienischer Kardinal und Erzbischof von Benevent.

## Leben

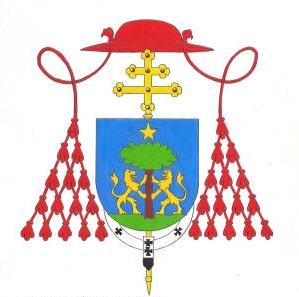
Kardinalswappen

Di Rende wurde im Seminar von Orléans in Frankreich erzogen, beendete seine Studien am Collegio Capranica in Rom und empfing am 3. Juni 1871 in Neapel die Priesterweihe. Danach ging er nach England verwaltete er geistliche Ämter im Erzbistum Westminster und kehrte sieben Monate später nach Neapel zurück, um dort die englisch- und französischsprachigen Gemeinden seelsorglich zu betreuen.
Am 28. Dezember 1877 wurde er von Papst Pius IX. zum Bischof von Tricarico ernannt. Die Bischofsweihe spendete ihm am 1. Januar 1878 Kardinal Flavio Chigi. Am 20. August desselben Jahres wurde ihm durch Papst Leo XIII. der Titel eines Päpstlichen Thronassistenten verliehen. Im Mai 1879 ernannte Leo XIII. di Rende zum Erzbischof von Benevent und 1882 zum Apostolischen Nuntius in Paris. Di Rende gelang es, Beziehungen zum französischen Adel zu knüpfen. Im Konsistorium vom 14. März 1887 erhob ihn Leo XIII. zum Kardinal und verlieh ihm die Titelkirche San Sisto Vecchio. 1888 wurde Kardinal Siciliano Apostolischer Administrator des Bistums Lucera.
Camillo Siciliano di Rende starb 1897 überraschend an einer Lungenentzündung. Er wurde in der Kirche Santa Clementina auf dem alten Friedhof von Benevento beigesetzt.